# 丁文治
丁文治（1921年4月26日—1997年11月22日），江蘇泰興人，地質學家丁文江之弟，曾任記者、編輯及臺灣學生書局董事長、發行人兼創辦人。

## 生平

### 早年
丁文治生於江蘇省泰興縣，生日1921年4月26日。少年即嚮往新聞工作，雖然就讀復旦大學政治系，依然喜歡傳播事業，常撰寫時論，投刊京滬報刊。抗戰後，參加《掃蕩報》，為上海、杭州、南京等地報刊撰寫特稿，凡地方有措施失當，莫不據實以報。
1936年1月5日，丁文治在湘雅醫院三樓病房陪二兄丁文江直到生命最後一刻。同月9日，他陪同丁文瀾、二兄之遺孀史久元參與其二兄入殮儀式。

### 抵臺初期
臺灣戰後初期，1946年4月，丁文治以上海《僑聲報》記者身份至臺灣，對當時陳儀政府官員在台灣的政風敗壞，嚴詞譴責，寫下〈看陳儀的小王國──臺灣〉、〈陳儀儼然南面王〉等十幾篇專題報導。同年6、7月間任《和平日報》臺灣版採訪課長期間，揭發專賣局長于百溪、任維鈞、臺北縣長陸桂祥等人的疑似貪汙案等（于、任2人罪嫌不足獲不起訴處分，陸案實基隆區署長舞弊，陸桂祥自己在5月就已向公署揭發），並在該報上開闢專欄「七日談」，報導陳儀官員的種種醜態與臺灣民眾生活的困苦，遂被柯遠芬軟禁，幾經轉折營救脫險，後從基隆港遣送回中國大陸，列為臺灣不受歡迎的人物。:155-156
丁文治回到中國大陸後任《中國日報》記者，去延安、廬山等地報導國共會談新聞。1949年，丁文治透過軍方關係再到臺灣，經由《經濟時報》社長黃銘介紹進入該報擔任副總編輯:156；妻子則在在宜蘭空軍子弟學校教課:157。
當《經濟時報》、《全民日報》、《民族報》合併成《聯合報》時，丁文治因病在宜蘭休養不在臺北，身體康復後進臺南的《中華日報》:158。

### 《聯合報》時期
1963年，《聯合報》社長范鶴言去臺南意外發現丁文治，叫他來《聯合報》。范社長令負責聯合版編輯部的《民族報》的王惕吾、總編輯關潔民見面，丁文治立即獲安排為副總編輯，負責籌備南部版，部下有劉潔、劉國瑞、吳博全、董大江等人。《聯合報》南社一年後辦理結束全部撤回臺北，安插總社。當時《聯合報》除了「人二室」是直接治安人員外，還有幾位同事兼任警總線民。其中董大江感覺到《聯合報》總社諜影幢幢，所以跳槽。:159
過去中國國民黨中央委員會第四組（今文傳會）掌握台灣媒體，每日對媒體下達指示，也控制媒體的人事安排。該組主任可找報社負責人；總幹事可以命令報社總編輯。媒體的採訪主任、副總編輯、總編輯會被徵召到去中國國民黨革命實踐研究院上課。
王篤學回憶稱丁文治在《聯合報》服務時因發了一則新聞得罪當局，被警總監禁要求逼出新聞來源，《聯合報》同仁四處打聽下落，正巧在跑警總新聞的陳書中，無意中發現丁文治騎的腳踏車放在警總大門口旁邊，於是回報社報告，丁文治才被營救放了出來。:161

### 《臺灣日報》時期
王篤學稱夏曉華創辦《臺灣日報》時找不到適當的人擔任總編輯，於是向朋友王惕吾借將，本想借《聯合報》紅人劉潔，王惕吾不肯放人，另行推薦丁文治。 此時薪水仍由《聯合報》支付。:162夏曉華在遺作〈十年辦報一場夢〉中感謝王惕吾，允借調丁文治半年。:157
黃仁印象中的丁文治經常一襲藍布長衫，身材修長，面容清癯，兩眼有光，說起話來倒是和藹可親。每天晚上，丁文治端坐《臺灣日報》編輯部的上方正中央，不苟言笑，極少會客，對編輯記者也無任何私下交往，一切公事公辦。在其治理下，《臺灣日報》辦得有聲有色，在中臺灣一枝獨秀，聲名遠播北臺灣。一次《臺灣日報》派記者方培敬、于枕流兩人前去臺中教師會館訪問來臺度蜜月的葉楓和凌雲，結果吃閉門羹；丁文治知道後，拍著桌子大吼：「去！去追！警告他們，不要得罪了我們《臺灣日報》！」:162

### 《經濟日報》時期
1967年4月，《聯合報》增加姊妹報作《經濟日報》，由丁文治副總編調至作《經濟日報》首任總編輯，與戴獨行為同事。阮大方也被派到《經濟日報》採訪組、綜合新聞小組任記者。
對於丁文治調到《經濟日報》作總編輯，國民黨中央黨部並無異議；但丁文治認為國民黨中央委員會第四組羅姓總幹事囂張跋扈，往往不聽指揮。該時，美國欲將琉球交還日本，中華民國政府在1967年6月28日表示遺憾。同年8月4日，美國政府重申美國承認日本對琉球的剩餘主權，可以《舊金山和約》第三條自行將琉球讓度給日本，造成中華民國政府的隱憂。此事因為日本首相佐藤榮作要在該年9月來台，而更加敏感。綜合新聞組主任劉宗周本要王景弘寫稿，分析琉球交還日本的背景與台灣立場，但王景弘沒答應；於是找王廣滇寫，遂引起政府不滿。
阮大方回憶當時中國國民黨中央委員會書面通知給各新聞單位，不可炒作琉球問題。可是《經濟日報》社長閻奉璋並沒有查看中央黨部通報的文件就鎖進書桌抽屜，編輯部從未看到，阮大方在不知國民黨禁止下，在《經濟日報》寫了一系列琉球表達應該歸屬中國，因其他報都沒有大肆報導而成為獨家痛批。:164
1967年9月21日，《經濟日報》頭版刊出〈不承認日對琉球有剩餘主權，決策人士昨告立委，我立場不變〉，報導引起黨政高層震怒。阮大方回憶他被《中央日報》在國民黨中常會上告狀，因此得罪當道，召見王惕吾面諭：「不要辦了！」:164
警總同時指控《經濟日報》副刊一篇描寫情治人員一生為黨國賣命卻貧病潦倒、流落台北街頭，認為打擊民心士氣、醜化黨國，這樣罪加一等。該篇文章是史習枚受耿發揚所託，在副刊刊登一篇由退伍軍官訴說臺灣監獄黑暗的文章，引起蔣經國大怒，下令追究相關人士。
1967年9月，《經濟日報》停刊四日，總編輯改為劉傑。當局更要求整肅相關人員，丁文治、史習枚、王廣滇被令革職永不錄用，劉宗周調職。同月30日，恢復出刊不久，歐陽醇在日記以標題「經濟日報自動停刊四日」紀錄此事。
阮大方回憶因警總不讓丁文治再於臺灣報界工作，王惕吾只好安排他到國民黨在菲律賓經營的《大中華日報》工作，二、三年後才返回臺灣，阮大方感謝王惕吾的擔當和丁文治的風骨，否則入獄者是他。:165

### 樹膠公司時期
國民黨政府要求永不錄用，但丁文治低調回到《聯合報》報社作副總編輯，被黨政文宣要員發現，因此王惕吾只好將丁文治安插在自己開的樹膠公司。
該公司是由王惕吾和范鶴言合營的樹膠公司，承包軍用品製造業務。後來王惕吾將樹膠工廠賣掉，卻未對丁文治和底下的工作人員作安排。無法回新聞界的丁文治，為了維持手下工作人員的生活，繼續接訂單，工作了幾年，直到沒有業務才遣散員工。

### 學生書局時期

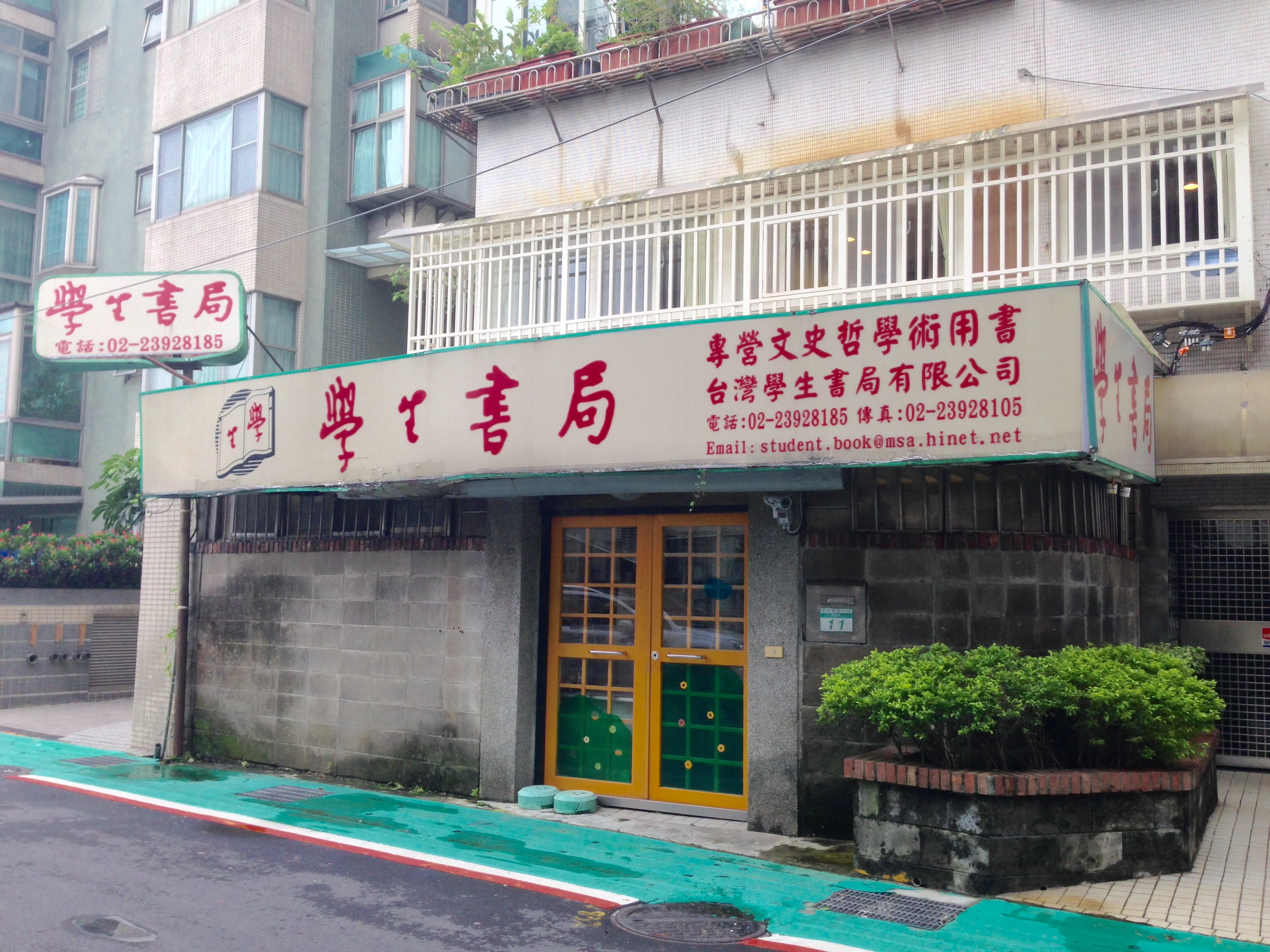
台灣學生書局

丁文治和劉國瑞、唐達聰三位合辦「學生書局」:159。
1975年，丁文治出任《中國書目季刊》發行人。黃仁回憶王惕吾發現學生書局卓然有成，挖劉國瑞去專責創辦聯經出版公司，學生書局改為丁文治一人負責:159。丁文治1978年擔任學生書局總經理，1981年升任董事長兼發行人，直到1997年3月退休。
黃仁表示丁文治在學生書局任職期間，為表示無言的抗議，丁文治每天早晨七點鐘，獨自一人準時從仁愛路四段仁愛醫院後面的《聯合報》員工公寓步行一小時，到峨嵋街康定路《聯合報》樹膠公司辦公室；中午在已空的辦公室吃完便當後，下午才步行到和平東路的學生書區上班，主編出版年鑑。王家第二代王必成想把樹膠公司的空房子收回，但懼於丁文治的威望與父親的虧欠而作罷，這樣的冷戰持續到丁文治逝世前兩年住醫院才結束。:160

### 晚年
丁文治晚年在回憶離開《經濟日報》的回憶文寫：「不眠不休勤勞工作了五個月，換來的卻是近三十年來的無奈和心酸。」
退休後的丁文治原本計畫撰寫回憶錄，不料因為胃疾於1997年11月22日去世。逝世地點為台北。

## 家族
丁文治父親煥輪公，在鄉梓擔任公職。
二兄丁文江。丁文治在1936年1月14日寫〈我的二哥文江〉哀吊，感謝二哥負擔從小到大的教育經費。
妻子張若漪，任教職。兩人育有丁若文、丁若治兩女。
姪女丁子霖，發起天安門母親運動。